# Jordanoleiopus maynei
Jordanoleiopus maynei es una especie de escarabajo longicornio del género Jordanoleiopus, tribu Acanthocinini, familia Cerambycidae. Fue descrita científicamente por Lepesme & Breuning en 1955.

## Distribución
Se distribuye por República Democrática del Congo.

## Descripción
La especie mide 10-13 milímetros de longitud.